# Szaláháddín Baszír
Szaláháddín Baszír (arabul: صلاح الدين بصير); Casablanca, 1972. szeptember 5. –) marokkói válogatott labdarúgó.

## Pályafutása

### Klubcsapatban
Casablancában született. Pályafutását is itt kezdte 1990-ben a Raja Casablancában. 1996-ban Szaúd-Arábiába szerződött az ál-Hilál csapatához, ahol dgy évet töltött. 1997 és 2001 között a spanyol Deportivo La Coruña játékosa volt, melynek tagjaként 2000-ben spanyol bajnoki címet szerzett. A 2001–02-es szezonban Franciaországban a Lilleben játszott, 2002 és 2003 között a görög Áriszt erősítette.

### A válogatottban
1994 és 2002 között 59 alkalommal játszott a marokkói válogatottban és 27 gólt szerzett. Részt vett az 1998-as világbajnokságon, az 1998-as, a 2000-es és a 2002-es afrikai nemzetek kupáján, illetve tagja volt a 2000. évi nyári olimpiai játékokon résztvevő válogatott keretének is.

## Sikerei, díjai
Raja Casablanca
- Marokkói bajnok (1): 1995–96

Al-Hilal FC
- Kupagyőztesek Ázsia-kupája (1): 1996–97
- AFC-szuperkupa (1): 1997

Deportivo La Coruña
- Spanyol bajnok (1): 1999–2000
- Spanyol szuperkupa (1): 2000